# Mistrzostwa Polski juniorów do lat 12 w szachach
Mistrzostwa Polski juniorów do lat 12 w szachach – turnieje szachowe mające na celu wyłonienie medalistów mistrzostw Polski juniorów w kategorii do 12 lat, rozgrywane od 1989 r., choć pierwsze zawody w tej grupie wiekowej odbyły się rok wcześniej (nie były to jednak mistrzostwa oficjalne, tylko kwalifikacje do mistrzostw świata). Do 1990 r. w turniejach obowiązywał system kołowy, a od 1991 r. – system szwajcarski.

## Medaliści mistrzostw Polski juniorów do 12 lat
| Lp | Rok  | Miasto                  | Juniorzy                                                           | Juniorki                                                         |
| -- | ---- | ----------------------- | ------------------------------------------------------------------ | ---------------------------------------------------------------- |
| –  | 1988 | Piechowice nieoficjalne | 1. Marcin Kamiński 2. Michał Swół 3. Jacek Dubiel                  | 1. Olimpia Bartosik 2. Magdalena Kludacz 3. Dorota Węcławska     |
| 1  | 1989 | Piechowice              | 1. Marcin Kamiński 2. Robert Kempiński 3. Grzegorz Protaziuk       | 1. Hanna Jabłońska 2. Beata Rusin 3. Marta Zielińska             |
| 2  | 1990 | Toruń                   | 1. Edward Łupkowski 2. Tomasz Jakubowski 3. Bartosz Soćko          | 1. Monika Bobrowska 2. Marta Zielińska 3. Joanna Dworakowska     |
| 3  | 1991 | Limanowa                | 1. Łukasz Twardowski 2. Maciej Nurkiewicz 3. Rafał Drzazga         | 1. Joanna Strojna 2. Sylwia Romaszko 3. Maja Izdebska            |
| 4  | 1992 | Biała Podlaska          | 1. Piotr Stefanek 2. Łukasz Cyborowski 3. Sławomir Burdziński      | 1. Iweta Radziewicz 2. Alina Tarachowicz 3. Mariola Rutkowska    |
| 5  | 1993 | Grudziądz               | 1. Adam Dudziak 2. Radosław Jedynak 3. Marcin Szeląg               | 1. Alina Tarachowicz 2. Karolina Szymanowska 3. Iweta Radziewicz |
| 6  | 1994 | Grudziądz               | 1. Radosław Jedynak 2. Krzysztof Gratka 3. Marcin Szymański        | 1. Angelina Wartecka 2. Marta Samborska 3. Mariola Brzezińska    |
| 7  | 1995 | Nadole                  | 1. Marcin Szymański 2. Marcin Mąka 3. Krzysztof Jakubowski         | 1. Małgorzata Szydłowska 2. Hanna Hadryś 3. Renata Bursa         |
| 8  | 1996 | Żagań                   | 1. Kamil Mitoń 2. Jerzy Owczarzak 3. Bartłomiej Matlęga            | 1. Justyna Skrochocka 2. Maria Szymańska 3. Elżbieta Balkiewicz  |
| 9  | 1997 | Nadole                  | 1. Mateusz Bartel 2. Grzegorz Gajewski 3. Marcin Krysztofiak       | 1. Elżbieta Balkiewicz 2. Natalia Maszota 3. Daria Pokojska      |
| 10 | 1998 | Krynica Morska          | 1. Radosław Wojtaszek 2. Bartosz Machaj 3. Michał Adamski          | 1. Joanna Worek 2. Dominika Hermanowicz 3. Anna Kohut            |
| 11 | 1999 | Wisła                   | 1. Jacek Stopa 2. Radosław Wojtaszek 3. Michał Adamski             | 1. Jolanta Zawadzka 2. Dominika Hermanowicz 3. Dorota Czarnota   |
| 12 | 2000 | Kołobrzeg               | 1. Paweł Czarnota 2. Michał Luch 3. Piotr Brodowski                | 1. Beata Andrejczuk 2. Ewa Przeździecka 3. Magdalena Kozak       |
| 13 | 2001 | Kołobrzeg               | 1. Tomasz Warakomski 2. Jakub Masłowski 3. Mateusz Bobula          | 1. Hanna Leks 2. Magdalena Matyszewska 3. Katarzyna Radziewicz   |
| 14 | 2002 | Kołobrzeg               | 1. Jacek Tomczak 2. Jakub Masłowski 3. Arkadiusz Leniart           | 1. Wiktoria Wierzbicka 2. Maria Gościniak 3. Wioletta Sobierska  |
| 15 | 2003 | Wisła                   | 1. Arkadiusz Leniart 2. Jakub Dudys 3. Nikodem Gosławski           | 1. Joanna Kasperek 2. Jagoda Gołek 3. Klaudia Kulon              |
| 16 | 2004 | Kołobrzeg               | 1. Zbigniew Strzemiecki 2. Paweł Kowalczyk 3. Marcin Sieciechowicz | 1. Klaudia Kulon 2. Anna Warakomska 3. Patrycja Łabędź           |
| 17 | 2005 | Kołobrzeg               | 1. Dariusz Świercz 2. Michał Matuszewski 3. Michał Janczarski      | 1. Katarzyna Adamowicz 2. Sara Kowalska 3. Dominika Ostrowska    |
| 18 | 2006 | Kołobrzeg               | 1. Dariusz Świercz 2. Kamil Dragun 3. Marcin Krzyżanowski          | 1. Luiza Tomaszewska 2. Maria Leks 3. Aleksandra Lach            |
| 19 | 2007 | Ustroń                  | 1. Kamil Tomsia 2. Jan Musiałkiewicz 3. Kamil Dragun               | 1. Aleksandra Lach 2. Anna Iwanow 3. Angelika Dziodzio           |
| 20 | 2008 | Ustroń                  | 1. Kamil Tomsia 2. Grzegorz Nasuta 3. Kacper Zochowski             | 1. Angelika Dziodzio 2. Judyta Lachowicz 3. Katarzyna Cyboran    |
| 21 | 2009 | Łeba                    | 1. Jan-Krzysztof Duda 2. Aleksander Kaczmarek 3. Ryszard Eggink    | 1. Kinga Pastuszko 2. Katarzyna Murawko 3. Aleksandra Dadełło    |
| 22 | 2010 | Wisła                   | 1. Filip Delekta 2. Piotr Śnihur 3. Piotr Karpacz                  | 1. Mariola Woźniak 2. Agnieszka Dmochowska 3. Veronika Gažíková  |
| 23 | 2011 | Mielno                  | 1. Mikołaj Winiarski 2. Juliusz Pham 3. Michał Wiśniewski          | 1. Veronika Gažíková 2. Martyna Konopacka 3. Oliwia Kiołbasa     |
| 24 | 2012 | Solina                  | 1. Kamil Kozioł 2. Igor Janik 3. Kacper Grela                      | 1. Julia Antolak 2. Oliwia Kiołbasa 3. Agata Dwilewicz           |
| 25 | 2013 | Wałbrzych               | 1. Szymon Gumularz 2. Krzysztof Łukasiewicz 3. Radosław Psyk       | 1. Honorata Kucharska 2. Alicja Śliwicka 3. Joanna Kaczmarska    |
| 26 | 2014 | Spała                   | 1. Paweł Teclaf 2. Radosław Psyk 3. Mikołaj Nowak                  | 1. Honorata Kucharska 2. Pola Mościcka 3. Joanna Święch          |
| 27 | 2015 | Suwałki                 | 1. Paweł Teclaf 2. Daniel Sanz Wawer 3. Adam Kopaczewski           | 1. Magdalena Harazińska 2. Liwia Jarocka 3. Maria Malicka        |